# Água Fria (São Paulo)
Água Fria é um bairro nobre da zona norte de São Paulo, situado no distrito de Santana, sendo administrado pela Prefeitura Regional de Santana-Tucuruvi. Faz divisa com o bairro nobre de Jardim França, a região do Alto de Santana, o Jardim São Paulo, a Vila Pauliceia, o Tucuruvi e com bairro do Mandaqui. 

## História
O bairro tem suas origens ligadas ao processo de expansão urbana e ao desenvolvimento das vias que conectavam áreas rurais à cidade no final do século XIX e início do século XX, sendo este um ponto de parada para tropeiros e viajantes. Com o tempo, a área chamada de "pouso de Água Fria" foi sendo ocupada por chácaras e pequenas propriedades, atraindo moradores devido à tranquilidade e proximidade com a Serra da Cantareira. Já a Capela de São Sebastião do Barro Branco, construída em 1810, em uma dessas chácaras é um marco histórico e religioso da região.
Sua história é intrinsecamente ligada ao bairro vizinho de Jardim França. Ambas localidades se situavam na extensa propriedade do francês Jacques Funke. O empresário era dono da Companhia Territorial Franco-Paulista de Água Fria, que iniciou o loteamento do bairro na década de 1910. Antigamente a região era constituida por pequenas propriedades rurais e seus campos usados para pastagem.
O desenvolvimento do bairro se deu pela passagem do Tramway da Cantareira, ferrovia urbana de trens de carga e passageiros, que operou no município de São Paulo, entre o bairro do Pari e a Cantareira (pouco além do atual distrito do Tremembé). Foi construída em 1893 pela Comissão de Saneamento do Estado de São Paulo, dirigida então por João Pereira Ferraz, para transporte de materiais que seriam utilizados na construção da adutora, que traria água do reservatório do Sistema Cantareira para o município de São Paulo em uma época em que os problemas de abastecimento na cidade eram frequentes e não conseguia acompanhar o crescimento da cidade.
O loteamento do bairro se desenvolveu mais rapidamente em 1918 a partir da criação da Companhia Franco-Paulista de Água Fria S/A. Cresceu em torno da avenida homônima, que nasce no Alto de Santana, onde também começa a Avenida Nova Cantareira, e termina no Jardim Barro Branco, onde também chega a Nova Cantareira. 
Há três hipóteses para a origem do nome do bairro. Alguns autores apontam que Água Fria seria uma referência ao Córrego da Água Fria no Distrito de Paz de Santana. Entretanto, nos antigos mapas da região, nenhum curso de água com este nome é visto.
Como a atual Avenida Água Fria era chamada antigamente de Estrada da Água Fria seria possível que a maior referência poderiam ser as águas frias da Serra da Cantareira, importante manancial que abastece a cidade de São Paulo.
Outra versão, de origem popular, afirma que o nome se deve a uma fonte ou nascente localizada na Rua Sylvio Delduque, mais precisamente no quintal de uma casa que originalmente pertencia à família Navi, formada por imigrantes italianos, e que servia de bebedouro às pessoas que passavam por ali. Por ser uma água de temperatura mais baixa, o local passou a ser chamado de bairro da Água Fria.
As principais vias do bairro homenageiam personalidades importantes da região, como: 
- Vaz Muniz: povoador do século XVII;
- José de Albuquerque Medeiros: fundador do jornal “A Gazeta do Tucuruvi”, importante periódico local. Foi muito conhecido e querido pela população local;
- Ismael Nery, grafado na via como Ismael Neri: artista que se dedicou à pintura, desenho e poesia, tendo viajado por diversos países para divulgar sua arte;
- Corneteiro Jesus: um soldado presente na Guerra do Paraguai.

Em setembro de 2023, uma matéria do Estadão Imóveis revelou que o preço do aluguel de apartamentos no bairro, registrou uma valorização de 31,3% nos últimos 12 meses, sendo o maior aumento da cidade no período, de acordo com o Índice de Aluguel QuintoAndar Imovelweb, posicionando como o 15º bairro mais caro da capital paulista naquele ano.

## Atualidade
De perfil misto (comercial e residencial) figura como uma das áreas mais caras da Zona Norte paulistana, assim como o bairro vizinho de Jardim França, que é classificado como "Zona de Valor A" pelo CRECI, tal como outros bairros nobres da cidade como: Higienópolis, Jardim América e Moema.

### Gentrificação
Nos últimos 15 anos, o bairro tem passado por um intenso processo de gentrificação, especialmente na região entre a Avenida Nova Cantareira e Avenida Água Fria. Esse movimento tem sido impulsionado pela verticalização urbana de alto-padrão, sobretudo nas proximidades da Rua Casa Forte e da Avenida Nova Cantareira.
A escassez de terrenos para a construção de edifícios de alto-padrão em regiões tradicionalmente pioneiras nesse segmento, como o Alto de Santana, tem levado a migração desse tipo de moradia para o bairro, alterando sua característica original, que era predominantemente horizontal. O casário baixo local, representado por sobrados geminados e isolados (casarões históricos), tem sido gradualmente substituído por edifícios, reconfigurando a paisagem urbana do bairro.
Além disso, a gentrificação trouxe consigo a implantação de estabelecimentos voltados para o público de alto poder aquisitivo, como padarias gourmet, restaurantes de luxo, clínicas médicas e um aumento significativo de bares sofisticados. Esse fenômeno tem sido impulsionado, em parte, pela arborização das vias e pela proximidade com o bairro do Jardim França, um dos mais nobres da Zona Norte. Vale destacar que o Jardim França é uma Zona Exclusiva Residencial do tipo 1, de acordo com o zoneamento paulistano, o que impede a instalação de estabelecimentos comerciais em seu território, mantendo um perfil estritamente residencial. De acordo com levantamento do jormal paulistano O Estado de S. Paulo, o bairro possui as melhores padarias da região norte da cidade.
Essas transformações têm impactado significativamente a dinâmica e a identidade do bairro, refletindo as complexas interações entre urbanização, mercado imobiliário e mudanças socioculturais na cidade de São Paulo. É abastecido pela Sabesp através do reservatório de água do Sistema Cantareira.